# Louis-Eugène Favre
Pour les articles homonymes, voir Favre.
Louis-Eugène Favre (né le 4 mai 1816 à Neuchâtel et décédé le 19 juin 1861 à Cornaux) est un homme politique et juge suisse. De 1848 à 1851, il est membre du Conseil national.

## Biographie
Fils du châtelain de la Seigneurie de Vaumarcus et avocat général Charles-François Favre, Louis-Eugène Favre étudie le droit à l'Académie de Neuchâtel et à l'Université de Heidelberg. Il obtient le grade de docteur en droit.
À partir de 1840, il travaille comme avocat. De 1841 à 1848 il est membre du Conseil des Quarante de la ville de Neuchâtel. De 1844 à 1847, il est membre du Corps Législatif de la Principauté de Neuchâtel. Il est élu dans la circonscription électorale de Fenin bien que résidant à Neuchâtel. Après la révolution républicaine et la destitution du gouvernement du gouverneur prussien Ernst von Pfuel, il siège à l'Assemblée constituante en 1848, puis au Grand Conseil du canton de Neuchâtel jusqu'en 1856.
Il se présente avec succès aux élections du Conseil national en 1848 et est membre du groupe parlementaire radical. Il fait partie de la nouvelle Commission des chemins de fer créée à la suite d'une motion déposée par Alfred Escher en décembre 1849. Après un mandat de trois ans, il renonce à sa réélection. 
De 1848 à 1851, il est avocat général et, pendant la même période, juge au Tribunal fédéral,. Il fait partie des onze premiers juges de ce Tribunal, tous élus le 17 novembre 1848 par l'Assemblée fédérale, dont il fait par ailleurs partie comme sept autres des juges élus ce jour-là. La première séance du Tribunal fédéral a lieu le 30 avril 1849.
Il travaille ensuite de 1851 à 1856 comme secrétaire du Conseil municipal de Neuchâtel et de 1856 à 1860 comme juge de paix. Il meurt le 19 juin 1861 à Cornaux.